# 神奈川県道302号小袋谷藤沢線

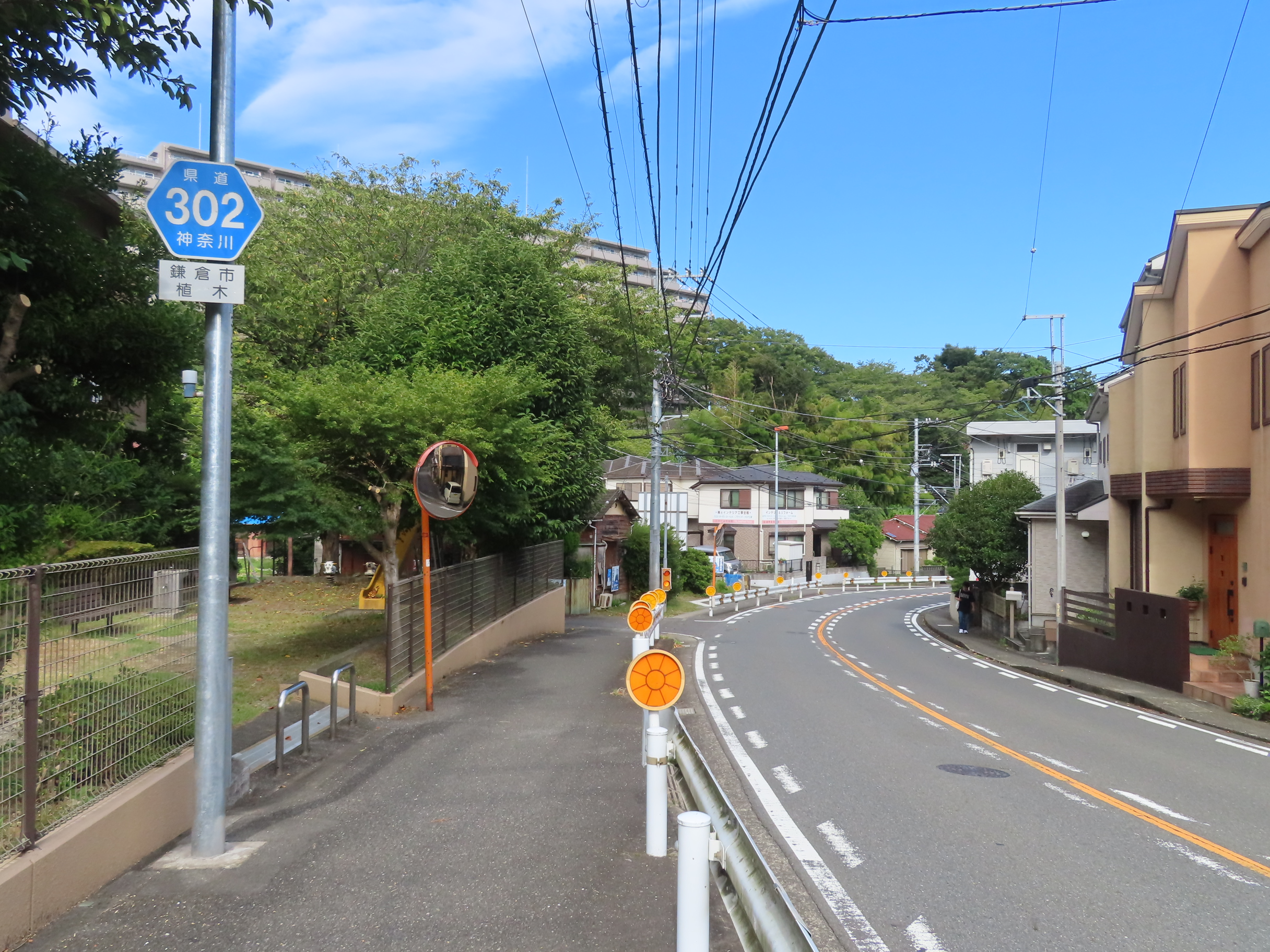
鎌倉市植木（2024年8月）

神奈川県道302号小袋谷藤沢線（かながわけんどう302ごう こぶくろやふじさわせん）は、神奈川県鎌倉市小袋谷と藤沢市西富とを結ぶ一般県道。

## 概要
- 延長：6.4km
- 起点：鎌倉市小袋谷・台 小袋谷交差点（北緯35度20分29.6秒 東経139度32分17.8秒、神奈川県道21号横浜鎌倉線接続）
- 終点：藤沢市大鋸・西富 遊行寺交差点（北緯35度20分49秒 東経139度29分18秒、神奈川県道30号戸塚茅ヶ崎線接続）

## 通過する自治体
- 神奈川県
  - 鎌倉市
  - 藤沢市

## 経路および交差する道路・鉄道路線・河川
- 神奈川県鎌倉市

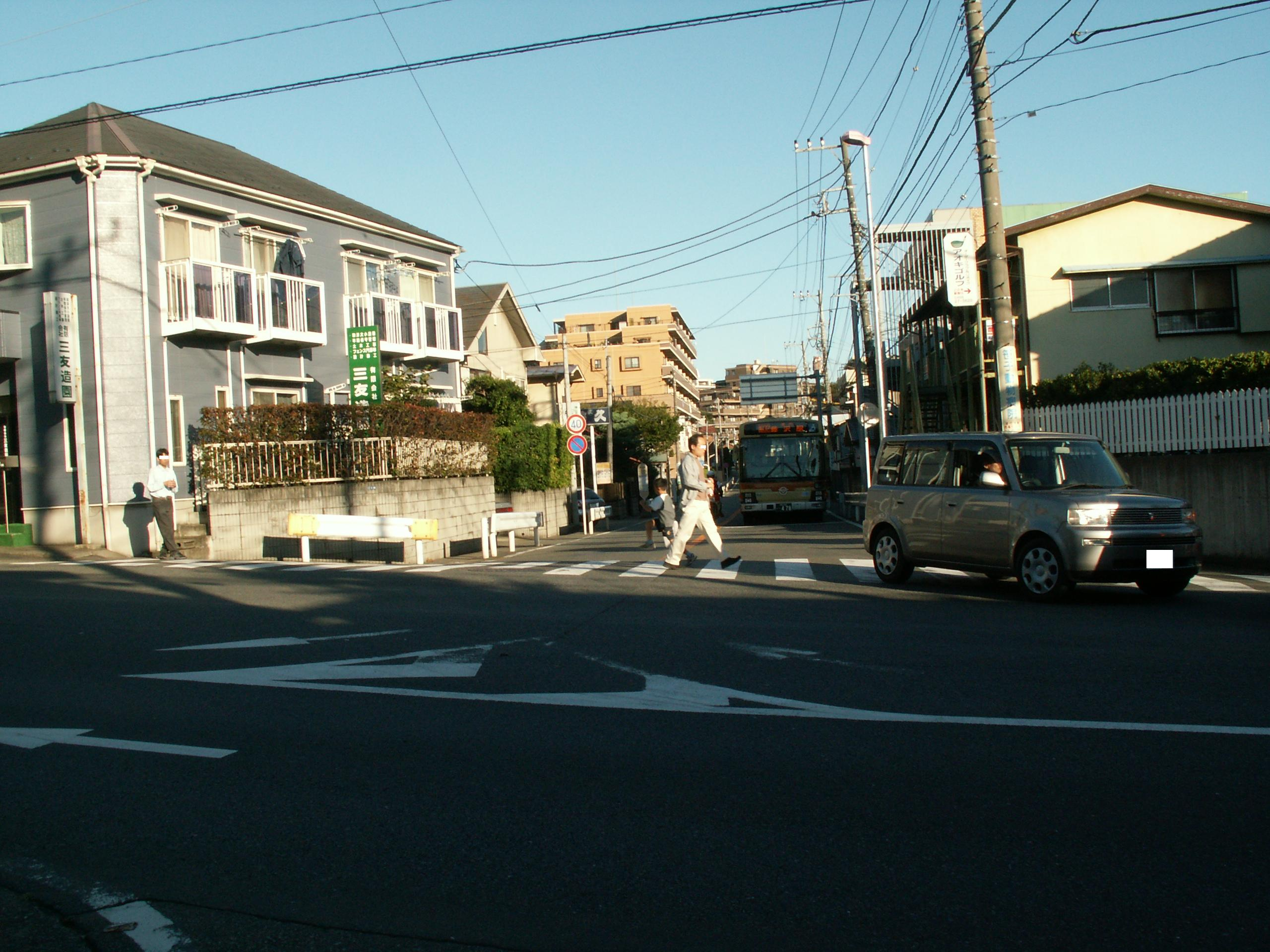
終点（藤沢市遊行寺交点）

  - 小袋谷交差点（神奈川県道21号横浜鎌倉線）
  - 立体交差（北緯35度20分49.4秒 東経139度31分51.2秒、湘南モノレール江の島線）
  - 信号無交差点（台）（北緯35度20分55秒 東経139度31分45.3秒、ここから二重経路）
  - 山崎跨線橋南交差点（北緯35度20分42.5秒 東経139度31分28.8秒、神奈川県道304号腰越大船線）
  - 山崎跨線橋（北緯35度20分48秒 東経139度31分24秒、東海道本線・柏尾川）
  - 山崎跨線橋北交差点（北緯35度20分51.2秒 東経139度31分21.1秒座標: 北緯35度20分51.2秒 東経139度31分21.1秒、ここで二重経路合流）
  - 信号交差点（岡本・玉縄）（北緯35度20分56.5秒 東経139度31分16.5秒、神奈川県道402号阿久和鎌倉線）
- 神奈川県藤沢市
  - 村岡消防出張所前交差点（北緯35度20分56.5秒 東経139度30分2.4秒、神奈川県道312号田谷藤沢線）
  - 遊行寺交差点（神奈川県道30号戸塚茅ヶ崎線）
- Google マップ

### 別線
- 神奈川県鎌倉市
  - 信号無交差点（台）
  - 平面交差（北緯35度20分58.5秒 東経139度31分42秒、東海道本線）
  - 戸部橋（北緯35度21分1秒 東経139度31分40秒、柏尾川）
  - 信号交差点（岡本）（北緯35度21分1.8秒 東経139度31分39.2秒、神奈川県道402号阿久和鎌倉線）
  - 山崎跨線橋北交差点
- Google マップ

## 重複区間
- 信号交差点（岡本） - 信号交差点（岡本・玉縄）（神奈川県道402号阿久和鎌倉線）

## 歴史
古くは鎌倉山之内往還と呼ばれ、藤沢宿から遊行寺を経て小袋谷に至り、鎌倉街道（現、神奈川県道21号線）と合流する街道だった。鎌倉時代、この街道は藤沢宿から鎌倉へ向かう交通の要衝として位置づけられ小袋谷付近に関所が置かれていた。